# 卡普莱和瑞纳克
卡普莱和瑞纳克（法語：Capoulet-et-Junac，法語發音：[kapulɛ e ʒynak]）是法国阿列日省的一个市镇，属于富瓦区。

## 地理
卡普莱和瑞纳克（42°47'45"N, 1°35'8"E）面积2.78 平方千米，位于法国奧克西塔尼大區阿列日省，该省份为法国西南部内陆省份，西部和北部与上加龙省接壤，东临奥德省，东南至东比利牛斯省接壤，南与安道尔和西班牙接壤。
与卡普莱和瑞纳克接壤的市镇（或旧市镇、城区）包括：阿利亚、伊利耶和拉拉马德、拉佩日、米格洛、尼奥、锡盖尔。

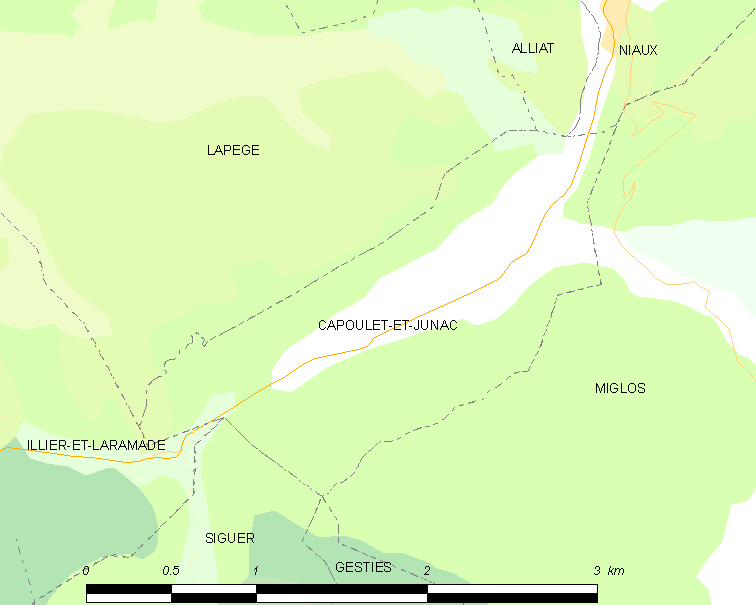
卡普莱和瑞纳克的OSM定位图

卡普莱和瑞纳克的时区为UTC+01:00、UTC+02:00（夏令时）。

## 行政
卡普莱和瑞纳克的邮政编码为09400，INSEE市镇编码为09077。

## 政治
卡普莱和瑞纳克所属的省级选区为萨巴尔泰斯县。

## 人口

1962-2008年间卡普莱和瑞纳克人口变化图示

卡普莱和瑞纳克于2022年1月1日时的人口数量为191人。